# Колоколово (Московская область)
Ко́локолово — деревня в Раменском муниципальном районе Московской области. Входит в состав сельского поселения Рыболовское. Население — 27 чел. (2010).

## Название
Название связано с некалендарным личным именем Колокол.

## География
Деревня Колоколово расположена в южной части Раменского района, примерно в 24 км к юго-востоку от города Раменское. Высота над уровнем моря 131 м. Рядом с деревней протекает река Отра. К деревне приписана территория Тихий берег. Ближайший населённый пункт — деревня Старниково.

## История
В 1926 году деревня являлась центром Колоколовского сельсовета Ульяновской волости Бронницкого уезда Московской губернии.
С 1929 года — населённый пункт в составе Бронницкого района Коломенского округа Московской области. 3 июня 1959 года Бронницкий район был упразднён, деревня передана в Люберецкий район. С 1960 года в составе Раменского района.
До муниципальной реформы 2006 года деревня входила в состав Рыболовского сельского округа Раменского района.

## Население
| 1926 | 2002 | 2010 |
| ---- | ---- | ---- |
| 210  | ↘17  | ↗27  |

В 1926 году в деревне проживало 210 человек (95 мужчин, 115 женщин), насчитывалось 45 крестьянских хозяйства. По переписи 2002 года — 17 человек (9 мужчин, 8 женщин).